# Interplantação

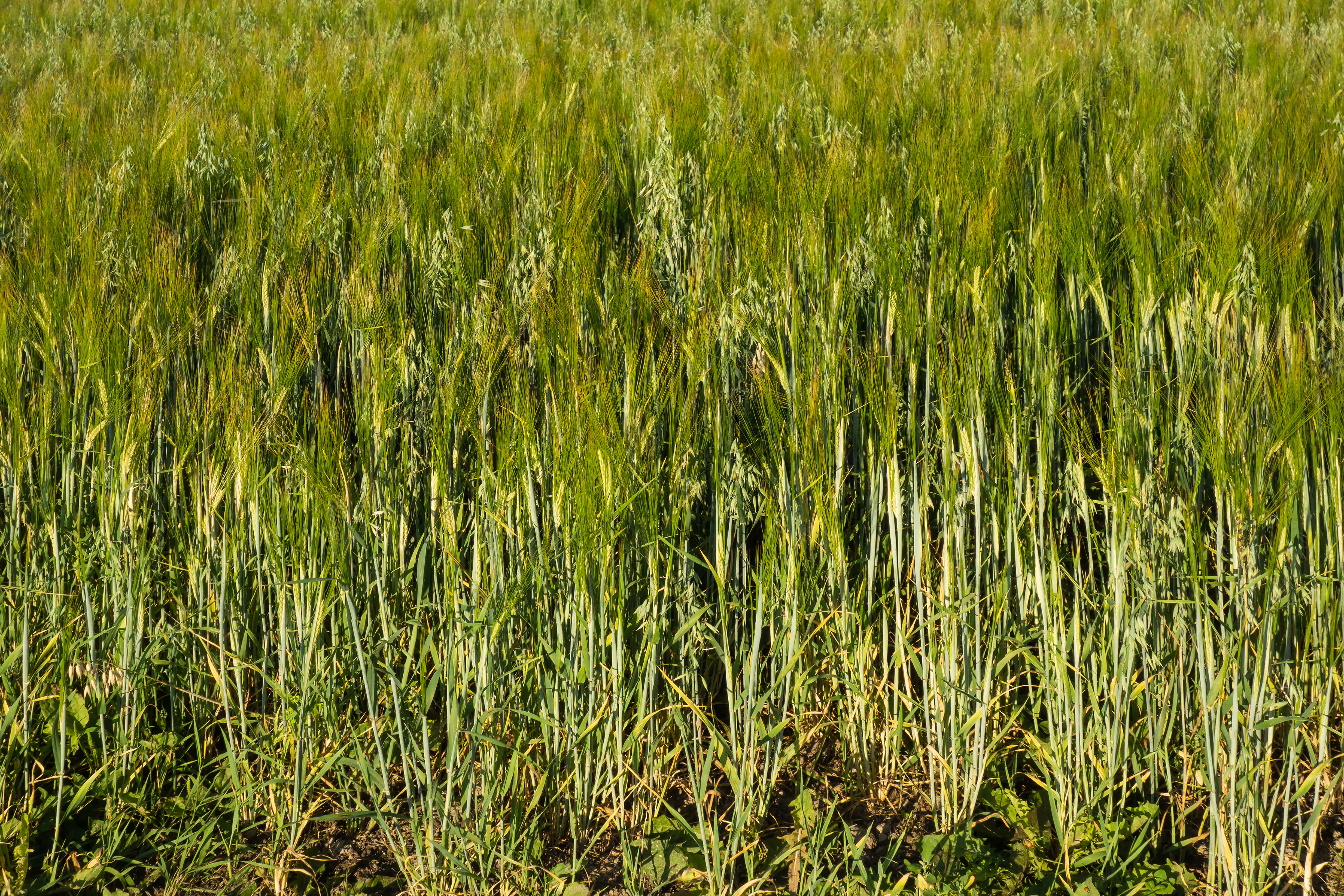
Interplantação de trigo e centeio na Suécia.

‎A interplantação é um método agrícola em que consiste em plantar várias espécies hortícolas, (principalmente legumes), de modo a impedir uma saturação do solo mais rápida. 
Apesar de ser uma técnica agrícola que quase não se pratica, é agora uma das soluções apontadas para melhorar as condições de solos degradados e manter a qualidade dos mesmos.  